# منلی هات اسپرینگز (آلاسکا)
منلی هات اسپرینگز (به انگلیسی: Manley Hot Springs) شهری در ناحیه سرشماری یوکان-کویوکوک، آلاسکا ایالت آلاسکا است که جمعیت آن در سرشماری سال ۲۰۰۰ میلادی ۷۲ نفر بوده‌است.